# Processamento auditivo

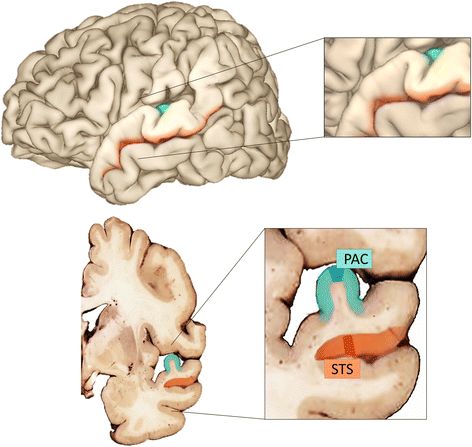
Localização anatômica das estruturas do processamento auditivo central (PAC)

O processamento auditivo, ou processamento auditivo central (PAC), em Audiologia, se refere a detecção, análise e interpretação dos estímulos auditivos. É uma atividade mental, isto é, uma função cerebral e, assim sendo, não pode ser estudada como um fenômeno unitário, mas sim como uma resposta multidimensional aos estímulos recebidos por meio da audição. O processamento auditivo tem início nos processos que promovem a transdução do som no sistema áudio receptor e no sistema auditivo central. A sequência do processo se registra no âmbito do sistema nervoso central (SNC), predominantemente no tronco encefálico, estendendo-se ao córtex auditivo e a áreas corticais especializadas do hemisfério cerebral esquerdo. A sensibilização e desenvolvimento do processamento auditivo acontece a partir da vivência e exposição do indivíduo aos estímulos sonoros. Os distúrbios no processamento auditivo central são, relacionados a dificuldades de linguagem.

## Sistema Auditivo Central
Para compreensão do funcionamento do PAC é necessário conhecer a neuroanatomia e fisiologia do sistema auditivo central, assim como, para definição de atipicidades e desordens no PAC. O sistema auditivo apresenta três funções, que são detectar sons, localizar sua fonte e determinar sua identidade e significado. A interpretação dos estímulos auditivos pelo cérebro tem como principal etapa a transdução do som em padrões de excitação neuronal (impulsos elétricos), que se realiza nas células ciliadas internas (CCI) localizadas no órgão de Corti. As CCI se organizam em uma única fileira na membrana basilar em forma de fita descendente na cóclea, no ouvido interno, disposta ordenadamente e criando um relação entre a frequência de um som e a localização das CCI na membrana. Esse arranjo das CCI possibilita uma organização tonotópica, assim, a cóclea atua como um analisador de frequência, a partir do qual quando estimulada ao nível das CCI libera potenciais de ação, pela ligação entre neurotransmissores e receptores nos axônios celulares ganglionares espirais do ouvido interno, que se propagam pelo nervo vestibulococlear (NV) em direção ao tronco cerebral. Além disso, o córtex auditivo também apresenta uma organização tonotópica, uma vez que as terminações do axônios das células do originam os feixes nervosos do NV e pela especialização de regiões corticais para frequências especificas.

### Córtex auditivo
A maior parte do processamento de um estímulo auditivo acontece no âmbito do córtex auditivo, que pode ser dividido em: córtex primário, secundário e de associação, anatomicamente localizado bilateralmente nos lados superiores do lobo temporal, no sulco lateral e, também, junto às partes dos giros transversais temporais e do giro temporal superior. Enquanto o PAC (córtex auditivo primário) responde pela interpretação dos estímulos auditivos, o córtex auditivo secundário e de associação nas áreas auditivas, posicionados no sentido anterolateral e ventral, apresenta maior sensibilidade para sons compostos e temporalmente complexos, incluindo a fala.

## Processamento Auditivo Central (PAC)
O PAC trata da qualidade com a qual o SNC utiliza a informação sonora recebida. Uma função cerebral que age como uma resposta multidimensional aos estímulos recebidos por meio da audição. Além disso, cabe destaque a atividade neurobiológica subjacente ao processamento, que origina os potencias auditivos eletrofisiológicos. O PAC pode ser entendido pela atuação de mecanismos que preservam, refinam, analisam, modificam, organizam e interpretam as informações sonoras advindas do sistema auditivo periférico. Os mecanismos relacionados ao processamento auditivo tem referência nas seguintes habilidades auditivas centrais. Todas essas habilidades são extremamente necessárias para que o indivíduo consiga compreender o que está ouvindo.
- Localização e lateralização sonora: habilidade de localizar auditivamente a fonte sonora.
- Síntese binaural: habilidade para integrar estímulos incompletos apresentados simultaneamente ou alternados para orelhas opostas.
- Figura-fundo: identificar a mensagem primária na presença de sons competitivos.
- Separação binaural: habilidade para escutar com uma orelha e ignorar a orelha oposta.
- Memória auditiva: habilidade de armazenar e recuperar estímulos.
- Discriminação sonora: habilidade para determinar se dois estímulos são iguais ou diferentes.
- Fechamento: habilidade para perceber o todo quando partes estão ausentes.
- Atenção auditiva: habilidade de persistir em escutar uma fonte sonora por um período de tempo.
- Associação: habilidade para estabelecer a correspondência entre um som não linguístico e sua origem.

As habilidades auditivas centrais podem ser divididas em três categorias: discriminação auditiva, processamento temporal e processamento binaural. O processamento temporal engloba o reconhecimento de padrões auditivos e os aspectos temporais da audição (integração, resolução, detecção, ordenação e mascaramento auditivo). Enquanto o processamento binaural abarca: atenção auditiva sob a presença de ruído, localização e laterização sonora.

## Transtorno de Processamento Auditivo Central (TPAC)
O TPAC abrange um amplo espectro de déficits que ocorrem quando os processos neurais subjacentes à análise da informação auditiva pelo cérebro estão funcionalmente comprometidos. Ele é caracterizado como um déficit na modalidade auditiva de origem neurobiológica, o qual precisa ser expressado nos testes sensíveis para disfunções auditivas centrais. Usualmente, o TPAC é definido como deficiências em um ou mais dos comportamentos ou habilidades auditivos: localização e lateralização sonora, discriminação auditiva, reconhecimento de padrão auditivo, processamento temporal auditivo (por exemplo, resolução, integração, mascaramento, ordenação) e desempenho com concorrentes ou degradados em sinais acústicos. É estimado que 2% a 5% de crianças em idade escolar com dificuldade na aprendizagem apresentem o TPAC como déficit primário, e estas tendem a ser caracterizadas como distraídas, inquietas, esquecidas, falantes e podem apresentar dificuldade com o conceito de tempo.
A semelhança dos sinais e comportamentos encontrados nos quadros de TPAC em associação com outras alterações pode servir como fator de confusão para o diagnóstico, tais como:
- Dificuldades em funções de linguagem, aprendizagem e na comunicação;
- Coexistência com outros transtornos, por exemplo, Transtorno de Deficit de Atenção/Hiperatividade (TDA/TDAH), prejuízo à linguagem e dificuldade de aprendizagem;
- Possibilidade de perda auditiva periférica, que inclui perda auditiva condutiva (ou seja, ouvido externo ou médio), perda auditiva neurossensorial no nível da cóclea ou nervo auditivo, incluindo neuropatia auditiva e sinaptopatia (ou seja, perda auditiva oculta).

No contexto atual, especialistas discutem sobre o grau de relação, direta ou não, entre o TPAC e as funções cognitivas superiores, tais como atenção, memória e linguagem. Além disso, a nomenclatura sobre as atipicidades e agravos ao PAC varia de acordo com a perspectiva profissional. A American Speech-Language-Hearing Association (ASHA) utiliza o termo "Transtorno de Processamento Auditivo Central", mesma terminologia utilizada pela Sociedade Brasileira de Fonoaudiologia (SBFa). A etiologia do TPAC é diversa e a identificação é possível principalmente mediante diagnóstico diferencial.

### Etiologia
A etiologia da TPAC pode estar ligada a uma lesão, distúrbio específico ou pode ser de ordem idiopática. As causas e fatores de risco para o TPAC podem incluir:
- Mudanças relacionadas à idade na função do PAC;
- Determinantes genéticos;
- Desordem neurológica, doença ou dano;
  - Lesão cerebral (por exemplo, traumatismo craniano, meningite);
  - Desordem cerebrovascular (por exemplo, acidente vascular encefálico);
  - Doenças degenerativas (por exemplo, esclerose múltipla);
  - Exposição a neurotoxinas (por exemplo, metais pesados, solventes orgânicos);
  - Lesões do sistema nervoso central (SNC);
  - Distúrbios convulsivos;
  - Otite média recorrente ou outros tipos de privação sensorial auditiva[12]

- Atraso neuromaturacional secundário à surdez/privação auditiva;
- Distúrbio, doença ou lesão otológica (por exemplo, privação auditiva secundária a otite média recorrente)
- Fatores pré-natais / neonatais
  - Anoxia/hipoxia;
  - Infecção por Citomegalovírus;
  - Hiperbilirrubinemia;
  - Baixo peso ao nascimento;
  - Prematuridade;
  - Exposição pré-natal a medicamentos.

### Diagnóstico
Os sintomas resultantes do TPAC são múltiplos, com destaque para perda auditiva variada e problemas menores nas habilidades auditivas ou dificuldade na discriminação de sons parecidos. Entre os agravos associados a TPAC estão incluídos: dificuldades para entender e lembrar informações que foram apresentadas oralmente, seguir instruções complexas, discriminar e compreender a fala em ambiente com ruído, por exemplo, sala de aula ou restaurante.

#### Pré requisitos para a realização do exame em relação ao paciente[12]
- Idade mínima de sete anos (AAA, 2010, BSA, 2018) O teste é realizado a partir dessa idade pois abaixo disso a criança não presents desenvolvimento neuromaturacional adequado para a conclusão do teste. Aos menores de seis anos o ideal é recomendar a realização da avaliação audiológica, eletrofisiológica (potenciais evocados auditivos) e fonoaudiológica[12]
- Ausência de alterações de orelha média no momento da avaliação (Richard, 2007)[12]
- Limiares audiométricos dentro dos padrões de normalidade (Pereira e Schochat 1997)[12]
- Habilidades cognitivas e linguísticas suficientes para a compreensão das tarefas (AAA, 2010; BSA, 2018)[12]

A avaliação e o diagnóstico são feitos pelo fonoaudiólogo, onde são realizados testes verbais e não verbais, os quais envolvem a avaliação das habilidades auditivas. Os testes escolhidos adequam-se tanto à idade quanto ao nível intelectual do indivíduo, considerando também a sua audição periférica.
O exame deve ser realizado em local apropriado, o equipamento deve estar calibrado e a deve ter a condição acústica adequada, seja dentro da cabina acústica ou sala tratada acusticamente devidamente calibrada. O ideal é que o resultado da avaliação comportamental do PAC não deva ser considerado para tratamento de forma isolada.
O diagnóstico diferencial, ou seja, com base na exclusiva de outras causas possibilidades, permite a caracterização do TPAC. Cabendo maior atenção na avaliação do quadro tendo em vista a possibilidade de a etiologia ser classificada como uma perda auditiva periférica, a diferenciação é possível por meio da realização de testes audiométricos, como tom puro e audiometria de fala, que ainda pode ser combinado com os testes de emissões otoacústicas e de potenciais evocados auditivos de tronco encefálico. Outras dificuldades também devem ser investigadas, como dificuldades de atenção, memória, processamento linguístico ou outros domínios cognitivos específicos, de forma que em muitos casos a atuação multidisciplinar é imprescindível na definição de um diagnóstico assertivo.
O diagnóstico diferencial, ou seja, com base na exclusiva de outras causas possibilidades, permite a caracterização do TPAC. Cabendo maior atenção na avaliação do quadro tendo em vista a possibilidade de a etiologia ser classificada como uma perda auditiva periférica, a diferenciação é possível por meio da realização de testes audiométricos, como tom puro e audiometria de fala, que ainda pode ser combinado com os testes de emissões otoacústicas e de potenciais evocados auditivos de tronco encefálico. Outras dificuldades também devem ser investigadas, como dificuldades de atenção, memória, processamento linguístico ou outros domínios cognitivos específicos, de forma que em muitos casos a atuação multidisciplinar é imprescindível na definição de um diagnóstico assertivo.

## Testes comportamentais para avaliação do processamento auditivo
Abaixo estão elencados os testes comportamentais da avaliação do processamento auditivo, verbais e não-verbais em uso no Brasil divididos por modalidades de escuta.

### Avaliação Simplificada do PAC
Avalia as habilidades auditivas de localização sonora, memória sequencial de sons verbais e memória sequencial de sons não verbais.
- Localização sonora para cinco direções;
- Memória sequencial para sons verbais;
- Memória sequencial para sons não verbais

### Monóticos de baixa redundância
Avalia as habilidades auditivas de fechamento auditivo e figura-fundo para sons verbais.
- Teste de fala com ruído;
- Teste de fala filtrada;
- Teste de fala comprimida;
- Teste de identificação de sentenças sintéticas (SSI);
- Teste de identificação de figuras no ruído (PSI) - mensagem competitiva ipsilateral;

### Escuta dicótica
Avalia habilidades auditivas de figura-fundo para sons não verbais e figura-fundo para sons verbais.
- Teste dicótico de dígitos;
-Teste dicótico de sentenças (TDS-Brasil)
- Teste micótico consoante-vogal;
- Teste micótico não-verbal;
- Teste micótico de dissílabos alternados (SSW);
- Teste de identificação de figuras no ruído (PSI) - mensagem competitiva contralateral;

### Escuta temporal
Avalia habilidades auditivas de ordenação temporal e resolução temporal.
- Ordenação temporal:
- Teste de padrões de frequência;
- Teste de padrões de duração;
- Resolução temporal:
- Random Gap Detection Test (RGDT) (Teste de Detecção de Intervalo Aleatório);
- Gap-in-Noise Test (GIN) (Teste de detecção de intervalos de silêncio).

### Interação binaural
Avalia as habilidades auditivas de fechamento auditivo por interação binaural e interação binaural de sons não verbais.
- Teste de fusão binaural;
- Masking level difference (MLD) (Limiar diferencial de mascaramento).

## Tratamento (Reabilitação) - Treinamento Auditivo
O TPAC pode afetar a capacidade de ouvir, a comunicação e o bem-estar psicossocial. A intervenção tem como objetivo possibilitar ao indivíduo a capacidade de se comunicar de maneira eficaz em contextos cotidianos (por exemplo, casa, sala de aula, trabalho etc). A abordagem interdisciplinar composta por fonoaudiólogo, neurologista, psicólogo, além também da família e ou responsáveis, permite a construção de um plano de tratamento individualizado com base nos pontos fortes e nas necessidades de comunicação do indivíduo com TPAC. Entretanto, a condução do processamento de intervenção compete ao fonoaudiólogo.
A base que envolve as formas de intervenção, atualmente aplicadas e embasadas é a neurociência cognitiva, com o objetivo de explorar a plasticidade do SNC e, assim, maximizar o sucesso terapêutico, diminuindo os déficits funcionais. Assim, a neuroplasticidade é considero principal recurso a ser aproveitado, visando a reorganização dos mapas corticais a partir das mudanças de comportamento, no caso, a nova experiência, para promover a modificação neural. O resultado terapêutico é a melhora na eficiência sináptica e no aumento da densidade neural.
Atualmente, existem diversas propostas diferentes de programas de tratamento para o TPAC, contudo a escolha do fonoaudiólogo deve sempre ser baseada nas propostas e programas com comprovações científicas. Os programas são separados em níveis de evidência, indo do 1 ao 5, cada um corresponde ao método utilizado para classificar a força de evidência dos estudos científicos, como também sua credibilidade científica.
A Terapia Fonoaudiológica deve fazer o treinamento auditivo verbal envolvendo as habilidades auditivas de atenção seletiva, localização, memória, fala e linguagem através de estratégias.
Deve ser levada em consideração a classificação do distúrbio do processamento auditivo:
1. Decodificação: na terapia devem ser feitos treinos das habilidades de consciência fonológica associada à leitura;
2. Codificação: enfoque no treino da compreensão da linguagem no ruído;
3. Organização: treinar a memória para sons em sequência, utilizando sons verbais propondo a sequência lógica temporal de um texto. Usar sons não verbais para treinar a prosódia da fala.
4. Déficit gnóstico não verbal: treinar principalmente a aplicação prosódia para auxiliar a compreensão da fala e utilizar no modo de pronúncia do indivíduo para marcar a fala com emoções.[28]

A maioria dos programas inclui o Treinamento Auditivo Acusticamente Controlado (TAAC) e a melhora do acesso ao sinal acústico como tratamento, além da utilização de estratégias de linguagem, cognitivas e metacognitivas, as quais facilitarão a plasticidade e uma possível reorganização cortical.
A intervenção se possível deve ser estendida à escola ou local de trabalho, com objetivo de trabalhar as habilidades aprendidas. Visto que a intervenção serve para melhorar o funcionamento do paciente em diversos campos da sua vida.